# Eminönü
Eminönü là một xã của huyện Fatih, thuộc tỉnh İstanbul, Thổ Nhĩ Kỳ. Trước đây, Eminönü từng là một huyện thuộc tỉnh İstanbul, Thổ Nhĩ Kỳ. Huyện có diện tích 8 km² và dân số thời điểm năm 2007 là 32557 người, mật độ 4070 người/km².